# Serie Mundial de Rugby 7 2014-15
La Serie Mundial Masculina de Rugby 7 2014-15 fue la 16.ª temporada del circuito de selecciones nacionales masculinas de rugby 7.

## Etapas
| Torneo                       | Campeón        |
| ---------------------------- | -------------- |
| Seven de Australia 2014      | Fiyi           |
| Seven de Dubái 2014          | Sudáfrica      |
| Seven de Sudáfrica 2014      | Sudáfrica      |
| Seven de Nueva Zelanda 2015  | Nueva Zelanda  |
| Seven de Estados Unidos 2015 | Fiyi           |
| Seven de Hong Kong 2015      | Fiyi           |
| Seven de Japón 2015          | Inglaterra     |
| Seven de Escocia 2015        | Fiyi           |
| Seven de Londres 2015        | Estados Unidos |

## Tabla de posiciones
| Pos | País               | AUS | UAE | RSA | NZL | USA | JPN | HKG | SCO | ENG | Puntos |
| --- | ------------------ | --- | --- | --- | --- | --- | --- | --- | --- | --- | ------ |
| 1   | Fiyi               | 22  | 17  | 12  | 13  | 22  | 22  | 17  | 22  | 17  | 164    |
| 2   | Sudáfrica          | 15  | 22  | 22  | 17  | 17  | 17  | 19  | 13  | 12  | 154    |
| 3   | Nueva Zelanda      | 13  | 15  | 19  | 22  | 19  | 19  | 13  | 19  | 13  | 152    |
| 4   | Inglaterra         | 17  | 10  | 10  | 19  | 12  | 10  | 22  | 17  | 15  | 132    |
| 5   | Australia          | 10  | 19  | 17  | 12  | 13  | 13  | 7   | 10  | 19  | 120    |
| 6   | Estados Unidos     | 8   | 5   | 13  | 10  | 15  | 12  | 8   | 15  | 22  | 108    |
| 7   | Escocia            | 5   | 12  | 10  | 15  | 5   | 8   | 12  | 12  | 10  | 89     |
| 8   | Argentina          | 12  | 13  | 15  | 7   | 7   | 10  | 2   | 7   | 7   | 80     |
| 9   | Canadá             | 3   | 3   | 8   | 3   | 10  | 5   | 15  | 10  | 10  | 67     |
| 10  | Samoa              | 19  | 8   | 2   | 2   | 5   | 15  | 5   | 3   | 5   | 64     |
| 11  | Francia            | 7   | 7   | 5   | 8   | 10  | 7   | 10  | 5   | 2   | 61     |
| 12  | Gales              | 10  | 10  | 5   | 5   | 2   | 5   | 5   | 8   | 5   | 55     |
| 13  | Kenia              | 2   | 2   | 7   | 10  | 8   | 3   | 1   | 5   | 8   | 46     |
| 14  | Portugal           | 5   | 5   | 3   | 5   | 3   | 1   | 3   | 2   | 1   | 28     |
| 15  | Japón              | 1   | 1   | 1   | 1   | 1   | 2   | 10  | 1   | 3   | 21     |
| 16  | Brasil             | –   | 1   | –   | –   | 1   | –   | –   | –   | 1   | 3      |
| 17  | Rusia              | –   | –   | –   | –   | –   | –   | –   | 1   | –   | 1      |
| 18  | Hong Kong          | –   | –   | –   | –   | –   | –   | 1   | –   | –   | 1      |
| 19  | Zimbabue           | –   | –   | 1   | –   | –   | –   | –   | –   | –   | 1      |
| 20  | Bélgica            | –   | –   | –   | –   | –   | 1   | –   | –   | –   | 1      |
| 21  | Papúa Nueva Guinea | –   | –   | –   | 1   | –   | –   | –   | –   | –   | 1      |
| 22  | Samoa Americana    | 1   | –   | –   | –   | –   | –   | –   | –   | –   | 1      |

| Bandera de Fiyi |
| Campeón Fiyi    |
| Segundo título  |